# Зеб Колтер
Уэйн Морис Киоун (англ. Wayne Maurice Keown; род. 29 ноября 1949, Окони, Южная Каролина) — американский менеджер в рестлинге, букер и бывший рестлер, более известный под именем Датч Мантел (также пишется как Датч Мантелл).
Киоун дебютировал в 1972 году под именем Уэйн Коуэн. Он добился известности в региональных и независимых промоушнах, а также в World Championship Wrestling (WCW) под именем «Грязный» Датч Мантел. В середине 1990-х годов Киоун также работал в World Wrestling Federation (WWF, ныне WWE) под именем Дядя Зебекия, а в 2010-х — под именем Зеб Колтер. В конце 1990-х, 2000-х и конце 2010-х годов он работал в качестве букера в World Wrestling Council (WWC), International Wrestling Association, Total Nonstop Action Wrestling (TNA) и Extreme Championship Wrestling (ECW), а также в Championship Wrestling from Florida.

## Ранние годы
Киоун окончил среднюю школу в Валгалле, Южная Каролина. В течение одного года он учился в университете Клемсона, после был призван в армию США. Награждён медалью за службу во Вьетнаме.

## Карьера в рестлинге

### Региональные федерации (1972—1990)
Киоун дебютировал в 1972 году как «Уэйн Коуэн». Затем он изменил свой псевдоним на «Голландский Мантел», а в 1980 году добавил к нему слово «грязный» (англ. Dirty). С таким прозвищем он боролся в различных южных организациях рестлинга, и даже добился значительных успехов в федерации National Wrestling Alliance.
Мантел сыграл важную роль в карьере нескольких больших звёзд рестлинга девяностых годов. Например, из его команды «Blade Runners» вышли известные бойцы Стинг и Последний воин. Гробовщик и Кейн — оба в начале своей карьеры обучались у Киоуна. Также считается, что именно Мантел придумал фамилию для известного мирового рестлера Стива Остина. До этого Остин выступал как «Стив Уильямс».
Уэйн являлся членом нескольких команд в то время, в том числе «The Kansas Jayhawks» (с Бобби Джаггером) и «The Desperados». Мантел получил наибольшую известность в 1979 году, когда он и его командный партнёр Френки Лэйн сумели собрать полный стадион зрителей (16 тысяч мест) на своём шоу в Сан-Хуане, исполнив уникальный трюк. Им удалось установить рекорд.

### World Championship Wrestling (1990—1991)
В 1990 году Киоун стал работать в World Championship Wrestling (WCW) комментатором вместе с Тони Шавони. В 1991 году Голландский Мантел, Черный Барт (англ. Black Bart) и Меткий Дик (англ. Deadeye Dick) образовали команду «Отчаянные» (англ. The Desperados). «Отчаянные» по сюжету являлись неуклюжими ковбоями. Для выступлений им нужен был ещё один партнёр. «The Desperados» хотели, чтобы им стал Стэн Хансен, однако последнему, как сообщается, не понравился данный сюжет и он уехал в Японию. После этого руководство компании решило не развивать идею ковбоев и команда была распущена.

### Smoky Mountain Wrestling (1991—1994)
В 1991 году Джим Корнетт образовал новую федерацию рестлинга Smoky Mountain Wrestling, в которой Мантел стал работать комментатором. Также Уэйн организовал еженедельную телепередачу под названием «Down and Dirty with Dutch», где он брал интервью у звёзд SMW. Мантел оставался в Smoky Mountain до 1994 года.

### World Wrestling Federation (1994—1997)
С 1995 по 1996 годы — работал в World Wrestling Federation под псевдонимом Дядя Зебекиа. Мантел был менеджером команды The Blu Brothers и рестлера Джастина Брэдшоу.

### World Wrestling Council и International Wrestling Association (1996—2003)
После WWF Уэйн стал работать рестлером и продюсером в федерации World Wrestling Council (Пуэрто-Рико). Добившись успехов, он перешёл в International Wrestling Association (Пуэрто-Рико). Здесь Мантел писал сценарий для еженедельного телевизионного шоу, которое длилось четыре часа. Он работал в IWA до 22 сентября 2003 года и сумел установить несколько рекордов, связанных со своей деятельностью.

### Total Nonstop Action Wrestling (2003—2009)
В 2003 году Мантел начал работать сценаристом в Total Nonstop Action Wrestling. Он сыграл важную роль в нескольких успешных творениях компании, в первую очередь в создании дивизиона TNA Knockouts, который оживил интерес к женскому рестлингу в США.
Благодаря Мантелу, Невероятная Конг попала в TNA и получила известность после шоу Bound for Glory 2007.
31 июля 2009 года Уэйн покинул TNA из-за творческих разногласий.

### Возвращение в инди-федерации рестлинга (2009—2012)
В ноябре 2009 года Рено Риггинс объявил, что к Showtime All-Star Wrestling присоединяется Голландский Мантел в качестве сценариста и ведущего эфиров. В декабре 2009 года Уэйн выпустил свою первую книгу «The World According to Dutch». Он написал её за 5 недель при содействии редакторов Рика Гросса и Марка Джеймса. В декабре 2010 года Мантел выпустил свою вторую книгу «Tales From a Dirt Road».
3 марта 2011 года Уэйн участвовал в событии XCW Midwest вместо Джейми Данди, отыгрывая роль злодея.
10 марта 2012 года была создана команда «The Texas Outlaw», включающая Мантела и Томаса Митчелла. В первом матче на шоу AWA Supreme Wrestling (Мадисон) они победили команду Эрика Дравена и Вито Андретти. Летом 2012 года Уэйн работал сценаристом в федерации Juggalo Championship Wrestling.

### Возвращение в WWE

#### Настоящие Американцы (2013—2014)

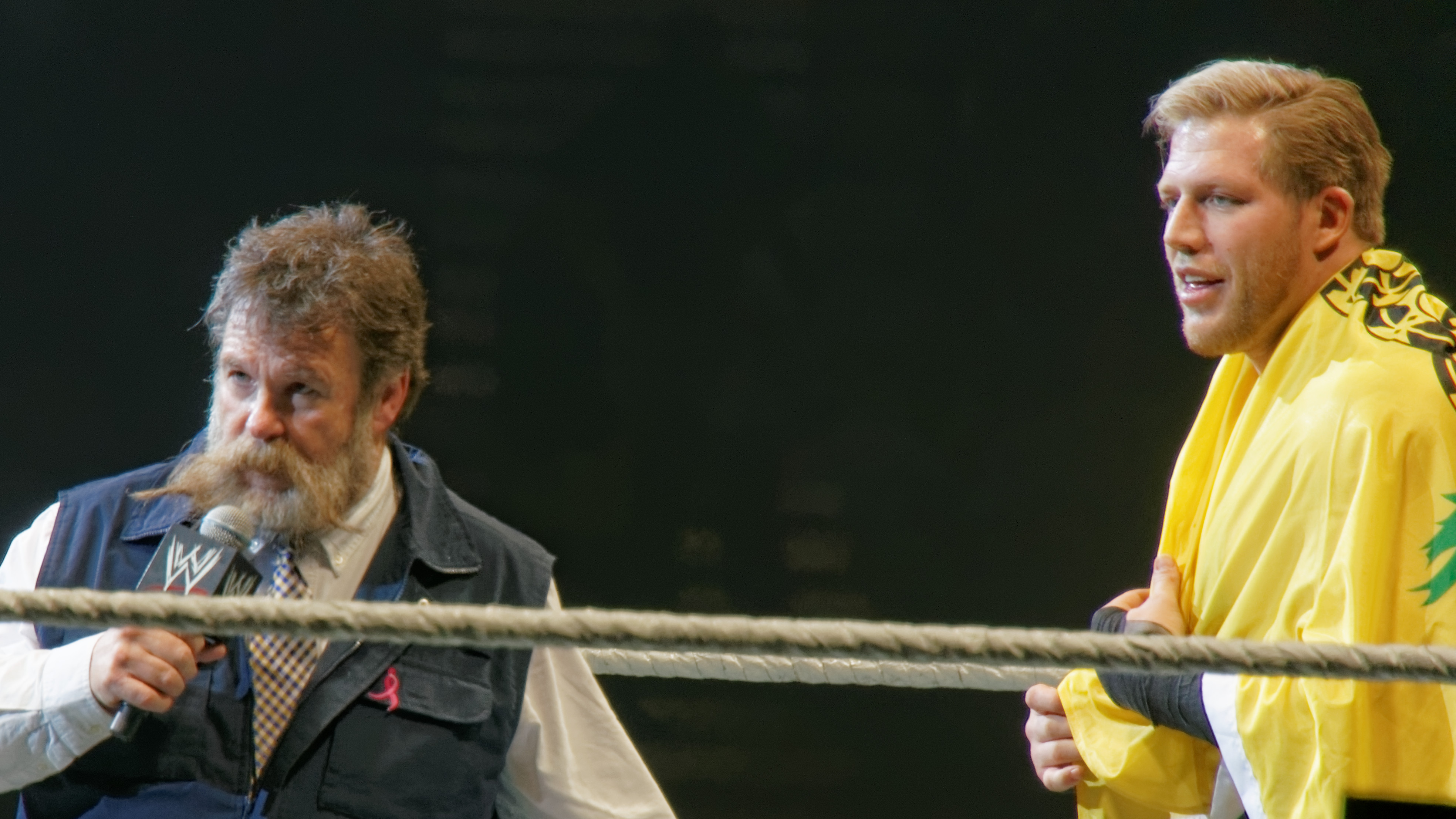
Зеб Колтер с Джеком Сваггером

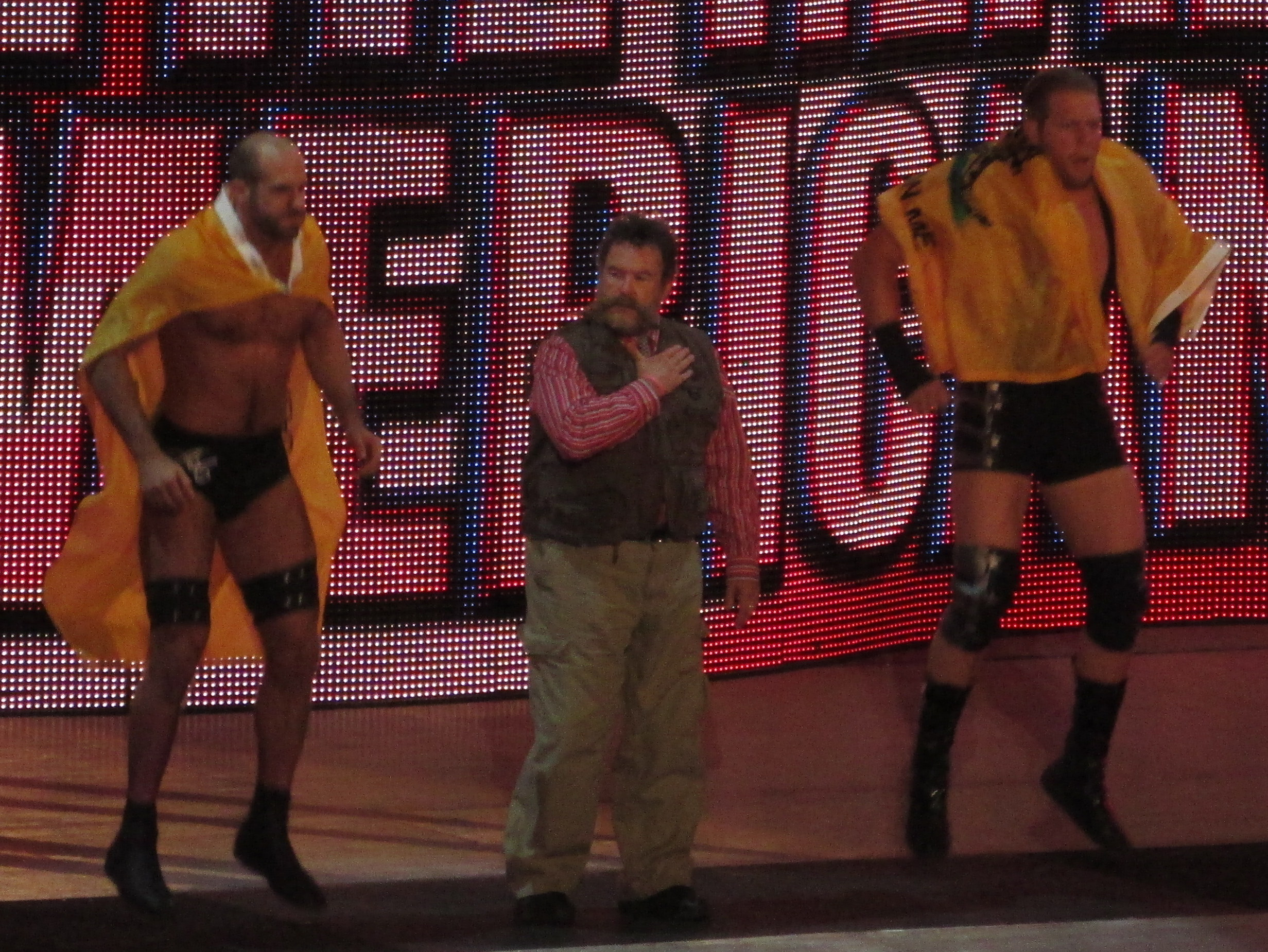
Настоящие Американцы

11 февраля 2013 года Мантел вернулся в WWE под псевдонимом Зеб Колтер и стал менеджером Джека Сваггера. Уэйн отыгрывал роль злодея, который решительно выступает против нелегальных иммигрантов. 19 февраля канал Fox News раскритиковал Сваггера и Колтера за то, что их персонажи преподносят жителей США как расистов. В ответ представители WWE заявили, что текущий сюжет создан только для привлечения публики и не представляет политическую точку зрения их федерации. После этого отношения между Зебом и Джеком ухудшились, а резкие высказывания в адрес иммигрантов практически исчезли. 8 апреля на Raw Сваггер проиграл Альберто Дель Рио, несмотря на попытки Колтера вмешаться в матч. 29 апреля на Raw Зеб принимал участие в матче тройной угрозы с Родригесом и Биг И Лэнгстоном (представляющим Дольфа Зигглера). Победитель имел право определить условия матча за звание чемпиона мира в тяжёлом весе на Extreme Rules. Колтер проиграл.
17 июня на Raw, после того, как Джек Сваггер получил травму руки, к Колтеру примкнул Антонио Сезаро. Позже они втроём создали команду «Настоящие Американцы» (англ. The Real Americans). Настоящие Американцы не добились успеха и проигрывали каждый матч. В связи с этим, на следующем Raw после WrestleMania XXX, Сезаро нашёл себе нового менеджера — Пола Хеймана. Далее Зеб Колтер начал вражду с Полом Хейманом, обвинив его в «воровстве» Сезаро.
30 июня на Raw началось соперничество: Джек и Зеб против Ланы и Русева. На SummerSlam Колтер был атакован Александром. 1 декабря на Raw Русев сломал ногу Зебу. Уэйн восстанавливался 11 месяцев.

#### MexAmerica (2015—2016)
Колтер приехал на событие Hell in a Cell (2015), используя скутер, и объявил, что вернувшийся Альберто Дель Рио бросает вызов Джону Сине и хочет сразиться с ним за пояс чемпиона Соединённых Штатов. Дель Рио победил. На следующем Raw Альберто и Зеб стали рекламировать союз между США и Мексикой как «MexAmerica». Это привело к нескольким столкновениям Колтера с Джеком Сваггером. 7 декабря на Raw Дель Рио объявил о прекращении сотрудничества с Зебом.
6 мая 2016 года Колтер ушёл из WWE.

### Второе возвращение в инди-федерации рестлинга (2016—2017)
11 июня 2016 года была подтверждена информация о том, что Уэйн Морис Киоун подписал контракт с федерацией Global Force Wrestling.

### Возвращение в Impact Wrestling (2017—настоящее время)
В январе 2017 года было объявлено, что Киоун будет работать креативным консультантом в Total Nonstop Action Wrestling. В феврале появилась информация о получении Уэйном должности креативного директора TNA.

## Личная жизнь
В августе 2012 года Киоун объявил на своей странице в Facebook, что его 16-летняя внучка Амелия погибла в автокатастрофе. Он сообщил, что водитель другого автомобиля находился в состоянии наркотического опьянения и также умер. 3 июня 2014 года губернатор Теннесси Билл Хэслем утвердил закон (Закон Амелии), который требует условно освобожденных преступников, которые были связаны с наркотиками или алкоголем, носить специальное контрольное устройство, которое будет проверять кровь владельца каждые 30 минут. Законопроект, первый в своем роде в стране, был выдвинут семьей Киоуна и вступил в силу 1 июля 2014. У Уэйна есть выжившая внучка (сестра Амелии) и дочь Аманда (мать Амелии).

## В рестлинге
- Менеджеры Уэйна
  - Downtown Bruno[29]
  - Джимми Харт
  - Джим Корнетт
- Являлся менеджером
  - Doomsday
  - The Blu Brothers[30]
  - Джастин Брэдшоу[30]
  - Антонио Сезаро[30]
  - Джек Сваггер[30]
  - The Freedom Fighters[31]
  - The Master of Pain[32]
  - Альберто Дель Рио[13]
- Музыкальные темы

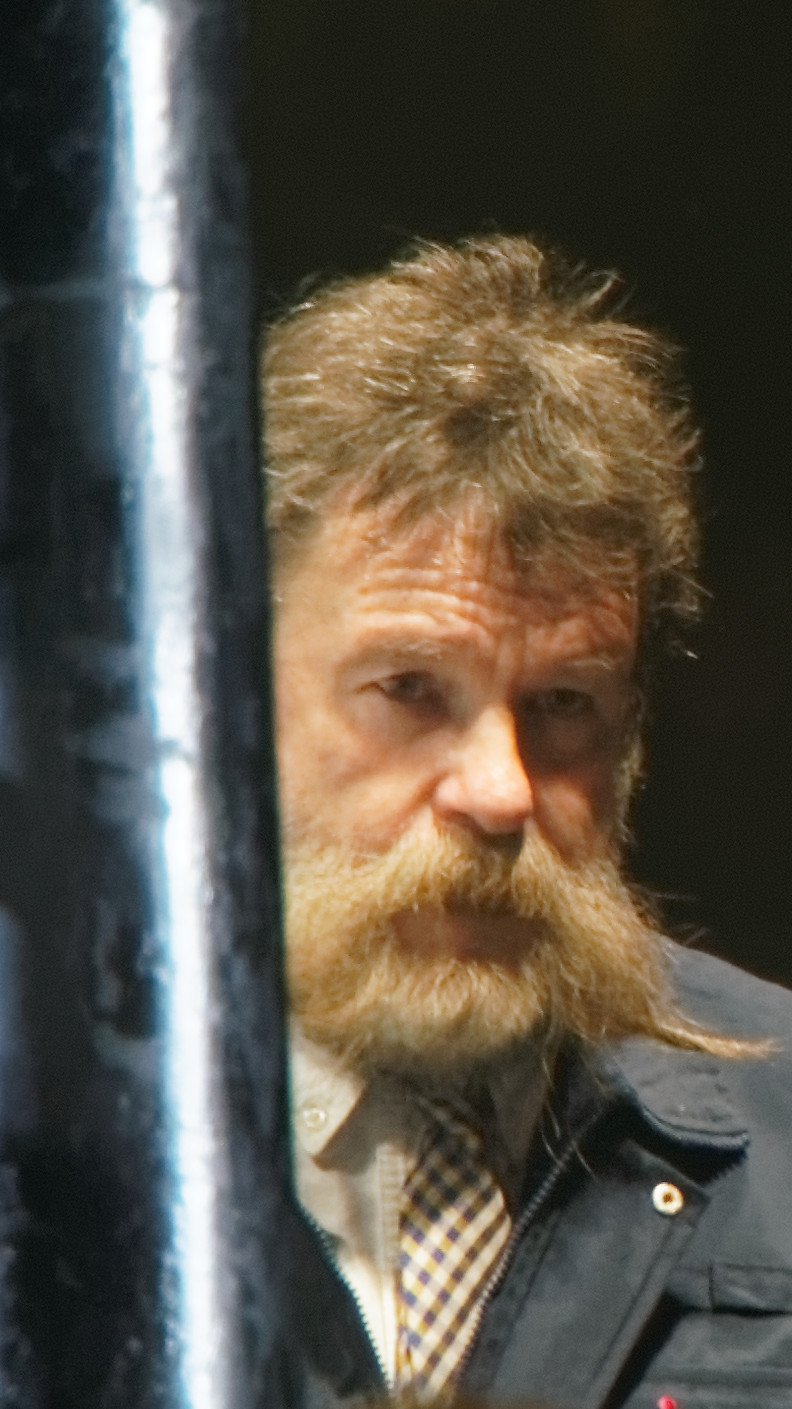
Уэйн в роли Зеба Колтера

  - «Rawhide» от Frankie Laine (первые годы в рестлинге)
  - «Get Down on Your Knees» от Age Against the Machine[33][34] (11 февраля 2013 года — 15 февраля 2013 года)
  - «Patriot» от CFO$[35] (17 февраля 2013 года — 25 октября 2015 года; 11 июня 2016 года — настоящее время)
  - «Realeza» от Jim Johnston[36] (26 октября 2015 года — 7 декабря 2015 года)

## Титулы и награды
- Dyersburg Championship Wrestling
  - Чемпион DCW в тяжёлом весе (1 раз)[37]
- Georgia Championship Wrestling
  - Чемпион NWA Georgia в тяжёлом весе среди юниоров (1 раз)[38]
- Hoosier Pro Wrestling
  - Чемпион HPW в тяжёлом весе (1 раз)[39]
- Mid-South Wrestling Association
  - Телевизионный чемпион Mid-South (1 раз)[40]
- Mid-South Wrestling Association (Теннесси)
  - Чемпион MSWA Tennessee в тяжёлом весе (1 раз)[37]
- NWA Mid-America и Continental Wrestling Association
  - Чемпион AWA Southern в тяжёлом весе (5 раз)[41]
  - Командный чемпион AWA Southern (3 раза) — с Bill Dundee (1), Koko Ware (1) и Tommy Rich (1)[42]
  - Чемпион CWA в тяжёлом весе (3 раза)[43]
  - Чемпион CWA International в тяжёлом весе (2 раза)[44]
  - Командный чемпион CWA (2 раза) — с Austin Idol[45]
  - Чемпион NWA Mid-America в тяжёлом весе (12 раз)[46]
  - Командный чемпион NWA Mid-Americ (2 раза) — с Gypsy Joe (1) и Ken Lucas (1)[47]
  - Телевизионный чемпион NWA Mid-America (1 раз)[48]
  - Командный чемпион NWA Southern (1 раз) — с David Schultz[49]
  - Командный чемпион NWA Tennessee (2 раза) — с John Foley[50]
  - Командный чемпион NWA United States (1 раз) — с John Foley[51][52]
- Continental Championship Wrestling
  - Чемпион NWA Southeastern Continental в тяжёлом весе (1 раз)[53]
  - Чемпион NWA Southeastern (Northern Division) в тяжёлом весе (1 раз)[54]
  - Телевизионный чемпион NWA Southeastern (1 раз)[55]
- Rolling Stone
  - Наименее востребованное возвращение года (2015)[56]
- United States Wrestling Association
  - Чемпион USWA World в тяжёлом весе (1 раз)[57]
- World Wrestling Council
  - Командный чемпион WWC North American (4 раза) — с Уэйном Фаррисом (1) и Frankie Laine (3)[58]
  - Чемпион WWC Universal в тяжёлом весе (1 раз)[59]
  - Командный чемпион WWC World (1 раз) — с Bouncer Bruno[60]